# Phyxium papuanum
Phyxium papuanum là một loài bọ cánh cứng trong họ Cerambycidae.